# Drasterius makrisi
Drasterius makrisi – gatunek chrząszcza z rodziny sprężykowatych i podrodziny Agrypninae.
Gatunek ten opisany został po raz pierwszy w 2003 roku przez Rüdigera Preissa i Giuseppe Platię. Jako miejsce typowe wskazano Agios Georgios nad rzeką Dhiarizos w cypryjskich górach Trodos. Epitet gatunkowy nadano na cześć Christodolou Makrisa, który odłowił część materiału typowego.
Chrząszcz o ciele długości od 3,8 do 5,6 mm i szerokości od 1,3 do 1,9 mm, z ubarwionym głównie czarniawo z gęstym złotożółtym owłosieniem i żółtorudymi odnóżami. Głowa ma głęboko punktowane czoło. Niedochodzące do tylnych kątów przedplecza czułki buduje jedenaście członów, z których drugi i trzeci są prawie walcowate, te od czwartego do przedostatniego prawie trójkątne, a ostatni elipsowaty. Przedplecze jest od 1,2 do 1,25 raza szersze niż dłuższe, bardziej poprzeczne niż u podobnego D. bimaculatus, o bokach prawie łukowatych z pełnymi krawędziami, a kątach tylnych zaostrzonych i co najwyżej delikatnie rozbieżnych. Punktowanie dysku przedplecza jest grube i głębokie. Wypukła tarczka ma prawie kwadratowy zarys i silne punktowanie. Niemal owalne i z tyłu zwężone pokrywy są 2,5 raza dłuższe od przedplecza i prawie dwukrotnie dłuższe niż szerokie. Punktowanie rzędów jest wyraźne, międzyrzędów zaś bardzo delikatne.
Owad palearktyczny, endemiczny dla Cypru. Spotykany na brzegu rzeki, na mokrym żwirze.